# كوليشوفتسي
كوليشوفتسي (بالبلغارية: Колишовци)‏ قرية تقع إدارياً ضمن مقاطعة غابروفو في بلغاريا. ويبلغ عدد سكانها 12 نسمة حسب تعداد 15 مارس 2015. تعتمد كوليشوفتسي للبريد على الرمز البريدي 5343.